# 10 mars 1989
Le vendredi 10 mars 1989 est le 69e jour de l'année 1989.

## Naissances
- Berden de Vries, coureur cycliste néerlandais
- Dayán Viciedo, joueur de baseball cubain
- Etrit Berisha, footballeur albanais
- Fábio Chiuffa, handballeur brésilien
- Igor Rossi Branco, joueur de football brésilien
- Iván Piris, footballeur paraguayen
- Kevin Marshall, hockeyeur sur glace canadien
- Maxime Gonalons, footballeur français
- Nathan Júnior Soares de Carvalho, joueur de football brésilien
- Park Jong-woo, joueur de football sud-coréen
- Román Pérez, matador français
- Simon Moser, joueur de hockey sur glace suisse
- Stefanie Heinzmann, chanteuse suisse
- Tyler Holt, joueur américain de baseball

## Décès
- Kermit Beahan (né le 9 août 1918), officier américain
- Maurizio Merli (né le 8 février 1940), acteur italien
- René-Gustave Nobécourt (né le 24 janvier 1897), journaliste et historien français

## Événements
- Crash du vol 1363 Air Ontario
- Algérie : le Front islamique du salut est fondé par Ali Belhadj et Abassi Madani en présence d'un millier de sympathisants dans une mosquée de la banlieue d'Alger.
- États-Unis : Richard Cheney est nommé secrétaire à la Défense en remplacement de John Tower invalidé par le Sénat.
- Vatican : l'archevêque Paul Markincus quitte la direction de l'Institut pour les œuvres de religion (IOR).
- Découverte de (8351) 1989 EH1
- Création du groupe audiovisuel espagnol Mediaset España
- Sortie du film Mississippi Burning
- Sortie du film Police Academy 6